# Schlacht am Tegeler Weg

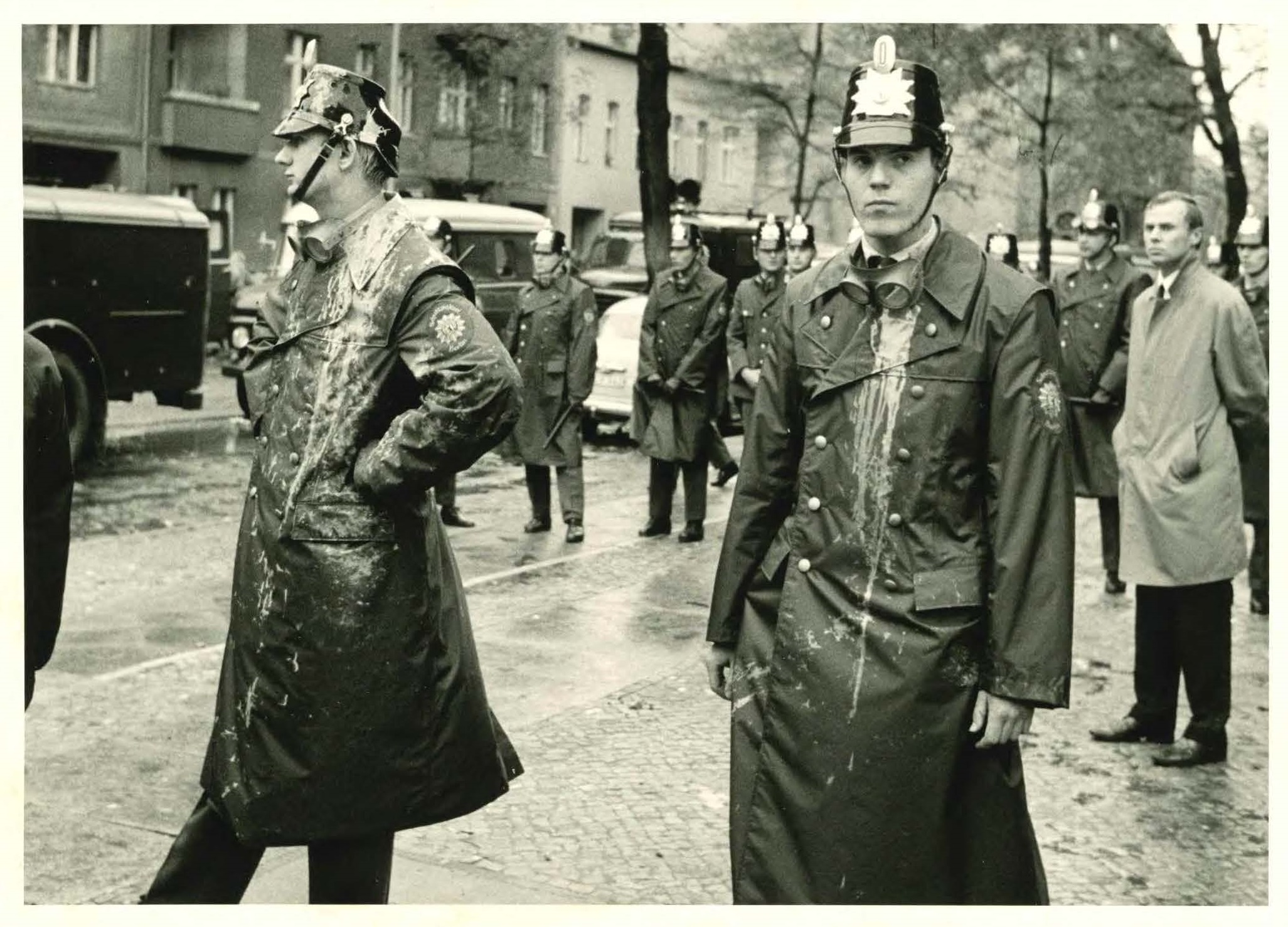
Farbeiereinsatz bei der Schlacht am Tegeler Weg

Als Schlacht am Tegeler Weg wird eine gewaltsame Auseinandersetzung zwischen der Polizei und Demonstranten, die großenteils in Verbindung zum SDS standen und der APO zuzurechnen waren, am 4. November 1968 am Tegeler Weg in Berlin-Charlottenburg bezeichnet. Neben Studenten sollen auch Arbeiter und Rocker unter den Demonstranten gewesen sein. Diese Straßenschlacht gilt als bedeutender Wendepunkt in der Geschichte der APO der 68er-Bewegung und ging in die Geschichte der politischen Linken in Deutschland ein. Bei der Schlacht am Tegeler Weg wurden 130 Polizisten und 22 Demonstranten erheblich verletzt.

## Geschichte und Verlauf
Am 4. November 1968 war im Berliner Landgericht am Tegeler Weg die erste Stufe eines Ehrengerichtsverfahrens gegen den Rechtsanwalt und damaligen APO-Aktivisten Horst Mahler angesetzt. In Folge auf den Marsch zum Springer-Haus am 11. April 1968 nach dem Attentat auf Rudi Dutschke und den dort stattgefundenen militanten Aktionen, die später als "Osterunruhen" bezeichnet wurden, war Mahler bereits vom Springer-Verlag für die entstandenen Schäden auf Schadensersatz verklagt worden. Zudem sollte nach einem Antrag des Generalstaatsanwalts beim Kammergericht Mahler auch durch ein Ehrengerichtsverfahren aus der Anwaltschaft ausgeschlossen werden. Zu diesem Termin eines Ehrengerichtes, das die Frage, ob nach damaligem Stand der Ermittlungen ein Berufsverbot gegen Mahler zu erwarten sei, zu klären hatte, erschienen etwa 1000 Demonstranten und Gegen-Demonstranten am Tegeler Weg.
Ein LKW, der in der Nähe der Demonstration parkte, hatte Pflastersteine geladen. Mit den Steinen wurde die Polizei, die ihrerseits Tränengas und Wasserwerfer einsetzte, von den Demonstranten beworfen. Demonstranten versuchten mehrfach, in das Gerichtsgebäude einzudringen. Das gelang nicht und nach etwa zwei Stunden wurden die Demonstranten durch die Polizei über die Schlossbrücke in die Otto-Suhr-Allee zurückgedrängt.

## Bedeutung und Bewertung
Nachdem es auf das Attentat auf Rudi Dutschke folgend in West-Berlin zu einer hohen Mobilisierung für die APO gekommen war, festigte sich im Herbst 1968 insbesondere im Berliner SDS ein Bewusstsein dafür, dass dieser hohe Mobilisierungsgrad nicht gehalten werden könne. Dieser Entwicklung der Demobilisierung versuchte man, so eine inzwischen verbreitete These zur Schlacht am Tegeler Weg, mit einer öffentlichkeitswirksamen Konfrontation mit der Staatsgewalt entgegenzuwirken. Die Demonstration wird vielfach dahingehend beurteilt, bereits mit dem Ziel die Staatsgewalt auch unter Anwendung von Gewalt herauszufordern, geplant worden zu sein.
Auch der Historiker Heinrich August Winkler geht in seinem Werk Der lange Weg nach Westen von einer bewussten Provokation der Schlacht am Tegeler Weg durch den SDS aus:

„Zügellose Gewalttaten wie die vom Berliner SDS bewußt provozierte «Schlacht am Tegeler Weg» am 4. November 1968 taten das Ihre, um die «revolutionäre Avantgarde» der Studentenbewegung zu diskreditieren und zu isolieren.“

Der Beurteilung der Schlacht am Tegeler Weg als geplante Gewaltanwendung entgegengesetzt, wird auch die These vertreten, die Demonstration gegen das Ehrengerichtsverfahren gegen Mahler habe sich eher spontan entwickelt und die Gewalt sei nicht geplant gewesen. Solveig Ehrler äußerte sich im Republikanischen Club dahingehend, dass der Verlauf der Demonstration und das Steinewerfen zwar nicht, der Einsatz von Farbeiern durch die Demonstranten aber durchaus geplant gewesen sei.
Die Schlacht am Tegeler Weg wird als Ende der friedlichen APO-Bewegung und zugleich als Beginn der gewaltsamen Auseinandersetzung der radikalen politischen Linken nach 1968 mit der Staatsgewalt bewertet. Es kam in dem Kontext zu einer entscheidenden Veränderung der Polizei-Ausrüstung. Der seit 1918 gebräuchliche Tschako wurde durch Helme ersetzt. Auch gilt dieses Ereignis als Ende der antiautoritären Strömungen im SDS so wie als bedeutend für die Ablösung der Spaßguerilla der APO durch eine Stadtguerilla.
Folgend auf die Schlacht am Tegeler Weg kam es im SDS zu einer energisch geführten Debatte über Gewalt, die letztlich wesentlich zur Spaltung des SDS beitrug.
Auch im Republikanischen Club lösten die Ereignisse vom 4. November 1968 Diskussionen aus. Dabei ging es unter anderem um die Frage, ob die Straßenschlacht als klassenkämpferische Aktion zu werten sei.

## Filme
- Schlacht am Tegeler Weg. Dokumentarfilm. Deutschland 1988; Regie: Barbara Kasper, Lothar Schuster